# Tuš Telekom
Podjetje Tuš Telekom d.d. je nastalo s preimenovanjem podjetja Voljatel telekomunikacije d.d., ustanovljenega leta 2000. Na trg so vstopili z rešitvijo klicnega dostopa do interneta, ki ni vključevala mesečne naročnine. 
Leta 2005 so ponudili IP-telefonijo, konec istega leta pa predstavili nov poslovni model hitrega internetnega dostopa ADSL po ceni klicnega dostopa. Leta 2006 so začeli tudi s trženjem storitve ADSL 2+.
Konec leta 2006 so se poslovno povezali s podjetjem Tušmobil d.o.o., s katerim so tvorili steber informacijske in komunikacijske tehnologije v Tuš Holdingu.
Družba Tuš Telekom d.d. se je 1. junija pripojila k družbi Tušmobil. Tako od 1. junija 2009 naprej družba Tuš Telekom ne obstaja, saj je družba Tušmobil s tem dnem prevzela vse njene pravice in obveznosti.